# Pragma-Dialektik
Pragma-Dialektik (auch Pragma-dialektische Theorie, Englisch: Pragma-dialectics) ist eine maßgeblich von den Amsterdamer Wissenschaftlern Frans van Eemeren und Rob Grootendorst entwickelte Argumentationstheorie, die eine idealistische Sprechsituation (Sprechakttheorie) unterstellt und Regeln für das argumentative Handeln aufstellt.
Pragma-Dialektiker verstehen normalsprachlich-kritische Diskussion als Sprechakte, die mittels an einer idealisierten Sprechsituation ausgerichteten Regeln auf ein vernünftiges Ziel hin ausgeführt und bewertet werden sollen. Klassischerweise handelt es sich dabei um zehn Regeln, die einen offenen und herrschaftsfreien Diskurs sicherstellen sollen, aber in der Literatur finden sich auch andere Varianten des Regelwerks. Positionen von Paul Grice und aus der Diskursanalyse wurden in die theoretische Rechtfertigung des Ansatzes integriert.
Analytisch wird der dialogische Prozess in vier verschiedene Phasen unterteilt und dann die Diskussion rekonstruiert. In der Pragma-Dialektik wird ein Fehlschluss als Verletzung mindestens einer dieser Regeln in mindestens einer der vier Phasen interpretiert. Ein Fehlschluss wird hier also nicht als ein logisches, sondern als ein sprach-pragmatisches Problem verstanden: speziell als ein Problem, das durch einen Sprechakt entsteht, welcher der Auflösung einer Meinungsverschiedenheit zwischen argumentierenden Parteien im Weg steht bzw. die Auflösung frustriert.
Dass Fehlschlüsse sich beim Argumentieren regelmäßig ergeben, wird durch einen Zielkonflikt erklärt, dem sich keine der argumentierenden Parteien entziehen kann. Schließlich soll die andere Partei von der eigenen Position überzeugt werden (rhetorisches Ziel), aber gleichzeitig der Eindruck aufrechterhalten bleiben, dass man selbst vernünftig argumentiert (dialektisches Ziel). Ein Fehlschluss entsteht demnach, weil der Zielkonflikt zugunsten des rhetorischen Ziels beseitigt wurde.
Pragma-Dialektik gilt, teilweise wegen einer strategisch-international ausgerichteten Publikationspolitik, als einflussreichster kontinentaleuropäischer argumentationstheoretischer Erklärungsansatz.

## Belege
1. ↑  Van Eemeren & Grootendorst, 1984, S. 17.
2. ↑  Van Eemeren, Grootendorst, 2004, S. 52–53.
3. ↑  Van Eemeren, Grootendorst, Snoeck Henkemans, 2002, S. 182–183.
4. ↑  F. H. van Eemeren: Speech acts in argumentative discussions: a theoretical model for the analysis of discussions directed towards solving conflicts of opinion. Foris Publications, Dordrecht, Holland 1984, ISBN 978-3-11-084608-9.
5. ↑  F. H. van Eemeren: Strategic maneuvering in argumentative discourse: extending the pragma-dialectical theory of argumentation. ISBN 978-90-272-8827-1.